# سكارليت بوردو
إليزابيث تشيهايا (بالإنجليزية: Scarlett Bordeaux)‏ (من مواليد 13 مايو 1991) هي مصارعة أمريكية محترفة موقعة حاليًا مع اتحاد wwe ، والمعروفة باسمها في الحلبة سكارليت بوردو.
ربما تشتهر بوردو بالمنافسة في اتحادات عديدة مثل أوهايو فالي ريسلنغ (OVW)، وكذلك ظهرت في امباكت ريسلينغ (TNA)، رينج اوف اونر (ROH)، لوتشا ليبري تربل ايه (AAA)
Chikara وسي زي دبليو. 
وهي متزوجة من المصارع الأمريكي كاريون كروس KARRION KROSS 

## حياتها السابقة
ولدت اليزابيث تشيهايا في مدينة إيدجووتر، شيكاغو، إلينوي، وعاشت مع أجدادها في رومانيا حتى كانت في سن الرابعة. عادت إلى الولايات المتحدة وشاركت في الغناء مع الجوقة أثناء دراستها في مدرسة كارل ساندبرج الثانوية في أورلاند بارك ، إلينوي. بعد المدرسة الثانوية، أصبحت طالبة جامعية بدوام كامل تخصص في المسرح الموسيقي تخرج من كلية كولومبيا. تدربت في المعهد الموسيقي باعتبارها سوبرانو.

## مهنة مصارعة المحترفين

### الاتحادات المحلية المستقلة (منذ 2012 حتي 2016)
ظهرت بوردو لأول مرة في 27 أبريل 2012 في عرض CSW Southside Showdown ، حيث هزمت ذي انجل. خلال هذا الوقت، قدمت بوردو شخصية مكروهة لتظاهرة بكونها السيدة الأولى.
ظهرت بوردو لأول مرة مع اتحاد تشيكارا حيث بدأت باستضافة عرض "The Throwdown Lowdown"، في أول مقابلة لها أجرتها مع المصارع 2 Cold Scorpio . منذ ذلك الحين، واصل بوردو استضافة عروض "The Throwdown Lowdown". عادت بوردو إلى تشيكارا في 13 مارس 2013 كمضيف "The Throwdown Lowdown" لتحل محل ناتالي موريس. في 9 يوليو 2016، قامت بوردو بتثبيت جوي ريان للفوز بـلقب دي دي تي Ironman Heavymetalweight ، لكن بوردو خسرت اللقب بسبب تخلت عن اللقب عندما قام بوردو بتبادل الحزام مع توقيع للمصارع رينو.

### وادي اوهايو للمصارعة (2012)
تلقت بوردو تدريب في اتحاد وادي أوهايو للمصارعة (OVW) وظهرت في حلقة 1 أغسطس 2012 حلقة OVW رقم 676، حيث واجهت بطلة OVW السيدات السابقة ايبفانيا في مباراة فردية. عادت بوردو إلى OVW في أول ظهور تلفزيوني لها في حلقة 3 أكتوبر حلقة OVW رقم 685، حيث تنافست ضدها في ذلك الحين هيدي لوفليس بطلة OVW للسيدات ولكنها خسرت امام هيدي بعد المباراة، اظهرت بوردو روح رياضية جيدة. في وقت لاحق من هذا الحدث، تنافست بوردو في مباراتها الثانية من نفس الليلة بعد فوزها على البطلة OVW للنساء ثلاث مرات «ذا ايرش بومبشيل ريد هير (تايلر هندريكس)» في مباراة مظلمة لإحراز أول فوز لها.
الحلقة 31 أكتوبر حلقة OVW رقم 689 ، هُزمت بوردو من قبل ملكة الاوه في دبليو وبطل السيدات سبع مرات جوزيت بينوم في دقيقة واحدة لتحديد آخر المشاركات في المباراة التهديد الثلاثي أمام تايلر هندريكس وبطلة النساء هيدي لوفليس رغم تدخل تايلر هندريكس. في تلك الحلقة نفسها، شاركت بوردو في معركة الهالووين الملكية. ومع ذلك، فشلت في أن تصبح المنافسة الاولي علي بطولة النساء، التي فازت بها جيسي بيل. شاركت بوردو لاخر مرة في OVW في الحلقة 22 نوفمبر حلقة OVW رقم 692 حيث هُزمت من قِبل بطلة النساء الجديدة تارين تاريل.

### حلبة الشرف (منذ 2012 حتي 2017)

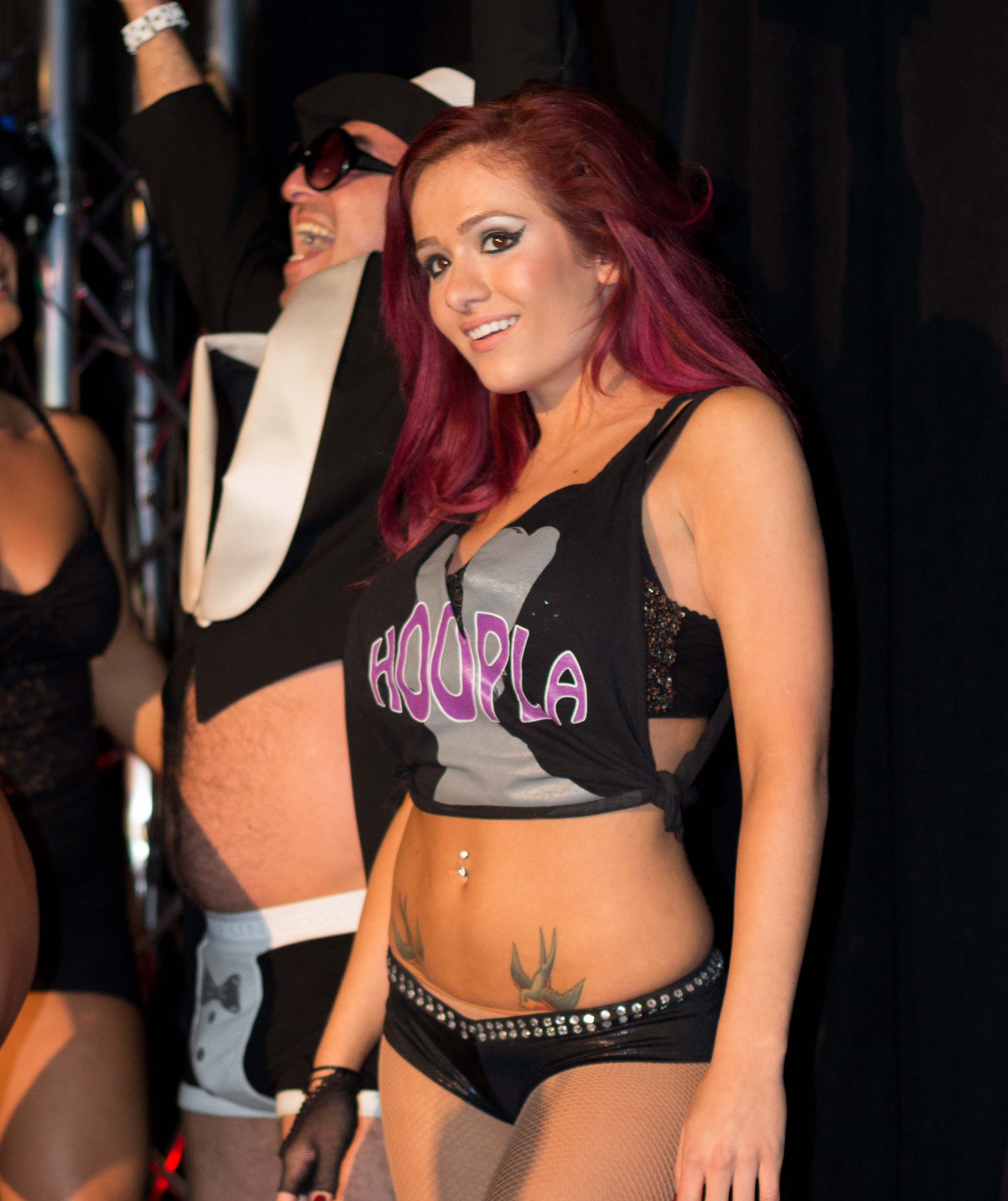
بوردو ترافق تروث مارتيني (خلفه مباشرة) في احدي تسجيلات عروض حلبة الشرف في تورنتو ، اونتاريو كندا في عام 2013

ظهرت سكارليت لأول مرة في حلبة الشرف في عرض الذكري الحادية عشر للاتحاد، وهي ترافق العضو الجديد فريق ذا هاوس اوف تروث مات تايفن الي جانب المصارع المكروه تروث مارتيني اثناء دخوله في مباراته ضد آدم كول علي بطولة التلفزيون. ومنذ ذلك الحين كانت أصبحت في جانب فاليري مالون وترافق مات تايفن في جميع مبارياته. كانت تعرف باسم «هوبلا اوتيس Hoopla Hotties». ظهرت بوردو لأول مرة في حلبة ROH في عرض 6 أبريل، حيث تنافست في مباراة «نساء الشرف» اربع زواية ضد شيري بومب وميستشيف MsChif والفائزة في النهاية اثينا، عندما ثبتت شيري بومب. في حلقة 20 أبريل 2013 من ROH ريسلينج ، ساعدت تايفن في الفوز على ACH من خلال صرف انتباهه، مما سمح لـتايفن بالانتصار. في عرض Border Wars ، رافقت مات تايفن إلى اثناء دخوله الي الحلبة حيث دافع بنجاح عن بطولة ROH للتلفزيون ضد مارك بريسكو إثر تشتيت انتباه بوردو له.
في عرض "Night of Hoopla"، عرضت بردو في عدد من مقاطع «الهوبلا اوتيس» بما في ذلك «رقصة تعري». وكذلك أداء النشيد الوطني الساخن وتدخلت في المباراة الثلاثية لمساعدة تايفن علي الفوز. في حلقة 14 سبتمبر من ROH ريسلينج ، لم تتمكن سكارليت من إدارة تايفن في مباراة بطولة العالم عندما كشف المعلق نايجل مكغينس أن بوردو لم يكن لديها ترخيص مدراء مناسب لإجبارها الوقوف في منطقة جانب الحلبة. في عرض Glory by Honor XII ، حاولت برودو وكاسي راي تخريب نزال الحدث الرئيسي بطل ضد كل النجوم 8 رجال فرق اقصائية.
بعد أن خسر تايفن لقبه توماسو تشامبا، تحول تايفن لمصارع محبوب وطرد تروث مارتيني لينهي خدماته مع بوردو ومارتيني. منذ تفكيك فريق هاوس اوف تروث في بداية عام 2014، لم تعد سكارليت«هوبلا هوتي Hoopla Hottie» وبدأت في مشاركة في ان تصبح مذيعة الحلبة مع بوبي كروز في تسجيلات ROH التلفيزيونية والعروض الشهرية. أعلنت سكارليت في عرض ROH للاحتفال بالذكرى الثانية عشرة، وهي لحظة زعمت في وقت لاحق أنها المفضلة في حياتها المهنية إلى جانب ظهورها الأول في الحلبة ووقتها كـ «هوبلا هوتي Hoopla Hottie». في أحد العروض غير المصرح بها ROH "Michael Bennett's Bachelor Party" تعاونت سكارليت مع «تايلور هندريكس» و «كريزي» ماري دوبسون في فرق وخسروا لصالح لفريق فيدا سكوت وهيذر باتيرا وليا فون دوتش عندما ثبتت سكوت بوردو.

### اتحاد أول اماركيان ريسلينج AAW (منذ 2012 حتي 2014)
أصبحت بوردو (مصارعة محبوبة) في AAW عندما سئمت من تقديم التشيئ الجنسي لنفسها أجل إرضاء الجمهور لتلاحظ نفسها مما تسبب في سوء معاملة. في حدث "One Twisted Christmas" في AAW في 29 ديسمبر 2012، هزم شين هوليستر كولت كابانا. كان هناك شرط للمباراة إذا فاز كابانا، فسيحصل على سكارليت لهذا الأسبوع.
تورط كل من بوردو وهوليستر في عداء إيدي كينغستون مع سيلاس يونغ من خلال تقديم دان لورانس وماركوس كرين كحراس شخصيين من أجل جعله يوافق على أن يكون شريكه في الفريق، مما أدى إلى مباراة فرق في AAW: EPIC - الحدث الذكري العاشرة للاتحاد في 24 مارس، والذي خسروه على الرغم من تدخلات برودو وجوردون جريس. قام هوليستر وبوردو بمقاطعة ACH في حدث AAW Bound for Hate يوم 20 يونيو، حيث قاما ببعض الحرب النفسية. حيث انها ظهرت في نزال الحدث الرئيسي «نقطة اللاعودة» في عرض AAW: Pro Wrestling Redefined ، وتتدخلت في مباراة بطولة AAW للوزن الثقيل لصالح عن شين هوليستر، حيث انتهى بها الأمر إلى مساعدة جيمي جاكوبس لتأمين فوز هوليستر باللقب.

### الدبليو دبليو أي (2014-2015 ؛ 2016)
ظهرت بوردو في دبليو دبليو اي، في 1 يونيو 2014، حيث ظهرت كواحدة من رواد الحفلات بالألوان المتنوعة في آدم روز والمسمى «بالبراعم» في عرض بايباك 2014 العرض الشهري. في أواخر أبريل، عملت في عروض WWE المحلية في روكفورد وبيوريا ، إلينوي كجزء من حاشية آدم روز؛  صرحت بأنها قدمت ظهورها في اتحاد دبليو دبليو أي حوالي 15 مرة كواحدة من البراعم بحلول مارس 2015. في 26 ديسمبر 2016، حلقة الرو ، صارعت بوردو أول مباراة لها مع WWE ، حيث خسرت أمام نايا جاكس في مباراة سريعة اسكواش.

### امباكت ريسلينج (2014-2015 ؛ 2018 إلى الوقت الحاضر)
في 10 مايو، ظهرت بوردو لأول مرة في اتحاد توتال نون ستوب أكشن في عرض ون نايت اونلي نوك اوتس نوك دون 2014 مقابل بطلة النوك اوتس انجيلينا لوف، لكنها فشلت في التأهل لمباراة الجونجليت نوك اوتس لتتويج «ملكة النوك اوتس» في وقت لاحق من تلك الليلة.
خلال يوليو2018 ، بدأت يتم تعرض في عروض الامباكت بروموهات القصيرة تظهر في «نوك اوت الغامضة»، والتي تم إلاعلان عنها لأول مرة هي سكارليت بوردو. في 26 يوليو2018 حلقة من الامباكت، ظهرت بوردو أخيرًا في مقابلة مع اليسا اتوت، فظهرت كمصارعة مكروهة في هذه العملية. تقوم سكارليت بوردو بفقرة «سموك شو» في عروض الامباكت، حيث يتم تصويرها على أنها شخص مثير. في 29 مارس 2019 في عرض اغانست أول اودس الحلقة الخاصة من الامباكت ، فازت باول مباراة لها لأول مرة في حلبة بفوزها على جلين جيلبرت.

### لوتشا ليبري تربل ايه وارلد وايد (2018 حتى الآن)
مع شراكة اتحاد امباكت ريسلينج مع اتحاد AAA في 7 سبتمبر، ظهرت بوردو لأول مرة في AAA في كانكون، حيث تعاونت مع كيرا ولا هيدرا لهزيمة ليدي شاني وليدي مارفيلا وفانيلا فارجاسفي مباراة فرق ثلاثية. في 28 أكتوبر، تنافست بوردو في عرض Héroes Inmortales XII في مباراة رباعية علي بطولة AAA Reina de Reinas ضد ستار فاير وكيرا وفابي اباتشي التي فاز بها اباتشي. في 2 ديسمبر 2018 تنافست بوردو في عرض غيرا دي تيتان (ديسمبر 2018) في مباراة رباعية علي بطولة AAA Reina de Reinas ضد فابي أباتشي (البطلة)، ولا هيدرا وليدي شاني، التي فازت بها شاني.

## الحياة الشخصية
تقول بوردو بان بول ناكونو وهامادا واوسم كونج وماريس وغيل كيم وليتا هن مصارعاتها المفضلات. في عام 2014، وكان اسم بوردو واحدة من «35 أجمل النساء من المصارعة» حسب مجلة برو ريسلينج اليستارتيد عدد الذكري ال35 

## البطولات والإنجازات
- اتحاد دي دي تي للمصارعة
  - بطولة Ironman Heavymetalweight (مرة واحدة) [44]
- اتحاد ايست كوست ريسلينج اسوسياشين
  - بطولة إي سي دبليو ايه للسيدات (مرة واحدة) [45]
- اتحاد بطولة ماريلاند للمصارعة
  - بطولة MCW ريج للتلفيزيون (مرة واحدة) [29]
- اتحاد برو ريسلينج افتر دارك
  - بطولة SAW للسيدات (مرة واحدة، حاليًا) [46]

## روابط خارجية
- سكارليت بوردو على موقع IMDb (الإنجليزية)
- سكارليت بوردو على موقع قاعدة بيانات الفيلم (الإنجليزية)
- سكارليت بوردو على موقع دبليو دبليو إي (الإنجليزية)
- سكارليت بوردو على موقع WrestlingData.com (الإنجليزية)
- سكارليت بوردو على موقع CageMatch worker (الإنجليزية)
- سكارليت بوردو على موقع قاعدة بيانات المصارعة على الإنترنت (الإنجليزية)
- سكارليت بوردو على موقع عالم المصارعة على الإنترنت (الإنجليزية)
- سكارليت بوردو على موقع عالم المصارعة على الإنترنت (الإنجليزية)
- Scarlett Bordeaux  على فيسبوك.
- سكارليت بوردو في عالم المصارعة على الإنترنت
- Lady_Scarlett13على تويتر.

## البطولات والإنجازات
- دي دي تي للمصارعة
  - بطولة Ironman Heavymetalweight (مرة واحدة) [1]
- جمعية مصارعة الساحل الشرقي
  - بطولة إكوا للسيدات (مرة واحدة) [2]
- بطولة ماريلاند للمصارعة
  - بطولة MCW Rage Television (مرة واحدة) [3]
- مصارعة المحترفين بعد حلول الظلام
  - بطولة SAW للسيدات (مرة واحدة، حاليًا) [3]

## روابط خارجية
- سكارليت بوردو على موقع IMDb (الإنجليزية)
- سكارليت بوردو على موقع قاعدة بيانات الفيلم (الإنجليزية)
- سكارليت بوردو على موقع دبليو دبليو إي (الإنجليزية)
- سكارليت بوردو على موقع WrestlingData.com (الإنجليزية)
- سكارليت بوردو على موقع CageMatch worker (الإنجليزية)
- سكارليت بوردو على موقع قاعدة بيانات المصارعة على الإنترنت (الإنجليزية)
- سكارليت بوردو على موقع عالم المصارعة على الإنترنت (الإنجليزية)
- سكارليت بوردو على موقع عالم المصارعة على الإنترنت (الإنجليزية)
- Scarlett Bordeaux  على فيسبوك.
- سكارليت بوردو في عالم المصارعة على الإنترنت
- Lady_Scarlett13على تويتر.